# 古長拓
古長 拓（こちょう たく、1994年8月5日 - ）は、福島県いわき市出身の元プロ野球選手（内野手）。右投右打。NPBでは育成選手であった。

## 経歴

### プロ入り前
いわき市立泉北小1年時に小名浜少年野球教室で野球を始める。いわき市立泉中3年時には主将として第3回GIANTS杯福島県中学野球大会で優勝し、いわき市中学選抜の松風クラブにも選出された。
福岡県の九州国際大学付属高等学校に進学。1年時からベンチ入りを経験し、2年時に当高校は甲子園に春・夏連続出場。試合出場はなかったが背番号14番でベンチ入りし、三塁コーチを務めた。
2学年上に榎本葵、1学年上に三好匠、髙城俊人、児玉龍也が在籍していた。
高校卒業後は九州共立大学に進学したが、リーグ戦に出場することなく中退した。
その後社会人野球チームの東北マークスを経て、2018年11月22日にベースボール・チャレンジ・リーグ（ルートインBCリーグ）の福島レッドホープスに特別合格し入団。

### BCリーグ・福島時代
2019年は4月6日に行われた前期開幕戦（対新潟戦）で4番に座るなど44試合に出場し、打率.239、0本塁打、15打点、1盗塁。
2020年は36試合に出場し、打率.155、0本塁打、2打点、0盗塁。ほとんどが代打や二塁手、三塁手などの守備固めでの途中出場だった。
2020年10月26日、プロ野球ドラフト会議で、オリックス・バファローズから育成選手ドラフト6巡目で指名された。福島レッドホープスからNPBドラフト会議で指名された選手は、育成選手も含め、古長が初となる。11月30日に郡山市内にて入団交渉を行い、支度金300万円、年俸240万円で仮契約し、12月19日に入団発表会見が行われた。背番号は016。

### オリックス時代
2021年の春季キャンプでは、A-C組の内、二軍に相当するB組に振り分けられた。
2月27日に宮崎市清武総合運動公園（SOKKENスタジアム）第2球場で行われた練習試合では、対戦相手の東北楽天ゴールデンイーグルス側の選手事情で、オリックスのユニフォームを着て楽天の「8番・二塁」で出場した。一軍で実績がある荒西祐大から左翼線二塁打を放った。シーズン開幕後は5月8日の対広島東洋カープ戦（オセアンバファローズスタジアム舞洲）で代打としてウエスタン・リーグ公式戦初出場。畝章真相手にライトフライに倒れた。6月24日の対広島戦（オセアンバファローズスタジアム舞洲）で、中田廉から代打で公式戦初安打となるレフト線への二塁打を放った。ウエスタン・リーグ公式戦には11試合出場したが、安打はその1本のみに終わった。10月5日、1年目にして球団より戦力外通告を受けた。

### オリックス退団後
現役続行するかどうかについては未定としていたが、退団後、他チームでプレーしているという情報は得られていない。2023年10月に発信された高校野球ドットコムの記事では、2022年で引退したと表記されている。

## 選手としての特徴
50メートル走5秒9、遠投90メートル。
本職の三塁の他、内野全ポジションを守れるユーティリティープレイヤー。オリックスでの二軍公式戦では二塁のみ守った。
オリックス担当スカウトの上村和裕は、「巧みなバットコントロールが魅力の独立リーグを代表する選手」と評しており、編成部副部長の牧田勝吾は「ヘッドの使い方が良い」「打席での集中力もある」と評する。古長自身はチャンスの場面での打撃に自信があると語っている。
身長164cmと小柄であり、2021年シーズンのNPB選手の中では最も低身長だった。

## 人物
大学時代の先輩との縁で福岡ソフトバンクホークスの今宮健太と親交があり、シーズンオフは今宮らソフトバンクの選手と一緒に自主練習を行っている。憧れの選手としてもその今宮を挙げている。オリックスの合宿所「青濤館寮」に入寮する際には新庄剛志の著書『わいたこら。』を持ち込み、「新庄さんはたくさんのファンの方に愛されている。ぼくもそういう選手になりたい」と語っている。
オリックス編成部副部長の牧田勝吾によると、福島時代の監督・岩村明憲に対して価値観の違いなどから自分の意見をぶつけた結果、干されてしまったことがあるという。牧田は「やんちゃというか、我の強い選手を毎年一人入れたかった」と思いの中で、独立リーグの中で最も厳しい練習をしていると聞いていた福島の選手の中で前述のエピソードを耳に入れた際、「これだ」と思って獲得を決めた。また、牧田は苦悩した自身の現役時代と古長を重ね、「苦労した選手がいると、若い選手の刺激になる」との信念で、出場機会に恵まれないながらもベンチで声を嗄らす古長がチームに必要だと感じたといい、ムードメーカーとしての活躍を期待している。なお、オリックスの指名挨拶時に岩村は「思い入れがありうれしい」「少しでも早く2桁背番号を勝ち取ってほしい」と古長にエールを送っている。
上記のような指名理由ではあったが、2020年の福島での成績は打率.155（2年通算では.207）と干される以前に芳しくないものであり、野球選手にしては小柄な体格、新入団選手にしては26歳と高齢でもある育成選手指名であったため、ネット上では「謎選手すぎる」「隠し球か」などと疑問を呈す書き込みが相次いだ。古長自身も、ドラフト会議直後は指名されたことについて「自分でも分からない」「自分の名前呼ばれた瞬間、『えっ?』みたいな。びっくりしました」と漏らしていた。
スポーツライターの西尾典文は2022年11月のデイリー新潮の記事で、近年の不可解さを感じる代表的なドラフト指名として古長の事例を挙げており「野球のプレー以外の“何かしらの事情”が働いていた可能性は高い」と記している。また、同記事内で、古長の指名はドラフト前に突然決められたものだと担当スカウトが漏らしていたとも記している。

## 詳細情報

### 独立リーグでの打撃成績
| 年 度     | 球 団     | 試 合 | 打 席 | 打 数 | 得 点 | 安 打 | 二 塁 打 | 三 塁 打 | 本 塁 打 | 打 点 | 盗 塁 | 犠 打 | 犠 飛 | 四 球 | 死 球 | 三 振 | 打 率 | 出 塁 率 | 長 打 率 |
| --------- | --------- | ----- | ----- | ----- | ----- | ----- | -------- | -------- | -------- | ----- | ----- | ----- | ----- | ----- | ----- | ----- | ----- | -------- | -------- |
| 2019      | 福島      | 44    | 105   | 92    | 13    | 22    | 1        | 1        | 0        | 15    | 1     | 4     | 1     | 8     | 0     | 20    | .239  | .300     | .272     |
| 2020      | 福島      | 36    | 67    | 58    | 8     | 9     | 1        | 0        | 0        | 2     | 0     | 4     | 0     | 5     | 0     | 7     | .155  | .222     | .172     |
| 通算：2年 | 通算：2年 | 80    | 172   | 150   | 21    | 31    | 2        | 1        | 0        | 17    | 1     | 8     | 1     | 13    | 0     | 27    | .207  | .268     | .253     |

### NPB年度別打撃成績
- 一軍公式戦出場なし

### 背番号
- 4（2019年 - 2020年）
- 016（2021年）